# Ваннепервен
Ваннепервен (нід. Wanneperveen) — село в нідерландській провінції Оверейсел. Входить до муніципалітету Стенвейкерланд.
Його площа становить 35,01 км², а населення станом на 2021 рік складало 1 745 осіб.
До 1973 року мало статус окремого муніципалітету.